# Yashwant Sinha
Yashwant Sinha, född 6 november 1937 i Patna, Bihar, är en indisk politiker (BJP). Han var 1998 - 2002 Indiens finansminister och 2002 - 2004 Indiens utrikesminister. Masters-examen i statskunskap vid universitetet i Patna 1958. 
Efter examen undervisade Sinha 1958 - 1960 i statskunskap vid universitetet i Patna för att sedan anställas i den indiska förvaltningen. Efter 24 års tjänst, med poster som förvaltningsdomare och även diplomatiska befattningar som generalkonsul i Frankfurt, lämnade han 1984 förvaltningen för att engagera sig i Janata Party. Han utsågs 1986 till allindisk partisekreterare och valdes 1988 till ledamot i Rajya Sabha. Vid bildandet av Janata Dal 1989 utsågs Sinha till detta partis partisekreterare. Från november 1990 till juni 1991 var han sedan finansminister i Chandra Shekhars indiska regering. Efter ännu ett partibyte blev Sinha utsedd till ekonomisk-politisk talesman för BJP i juni 1996. 
Efter regeringsskiftet i mars 1998 blev Sinha finansminister. Detta uppdrag behöll han till 1 juli 2002, när han fick byta arbete med utrikesministern  Jaswant Singh. Efter regeringsskiftet 23 maj 2004 är Sinha vanlig parlamentariker, och representerar Hazaribagh i Lok Sabha.